# Sucrée de Montluçon (pera)
Sucrée de Montluçon (en España: 'Azúcar Verde') es una variedad cultivar de pera europea Pyrus communis. Esta pera está cultivada en la colección de la Estación Experimental Aula Dei (Zaragoza). Esta pera está muy difundido su cultivo en España, aunque es originaria de Borbonés ( Francia).

## Sinonimia
- "Sucrée vert de Rochet",[6][7]
- "Sucrée verte",
- "Sucrin vert",
- "Azúcar Verde" en E.E. de Aula Dei (Zaragoza) España,[1]
- "de Confitar" en España.[8][9]

## Historia
Su origen se sitúa en Francia, fue encontrado, hacia 1812 en el seto de un jardín contiguo al colegio de Montluçon (Allier) por M. Rochet, jardinero del colegio.
En España 'Azúcar Verde' está considerada incluida en las variedades locales autóctonas muy antiguas, cuyo cultivo se centraba en comarcas muy definidas. Se caracterizaban por su buena adaptación a sus ecosistemas y podrían tener interés genético en virtud de su adaptación. Se encontraban diseminadas por todas las regiones fruteras españolas, aunque eran especialmente frecuentes en la España húmeda. Estas se podían clasificar en dos subgrupos: de mesa y de cocina (aunque algunas tenían aptitud mixta).
'Azúcar Verde' es una variedad clasificada como de mesa, difundido su cultivo en el pasado por los viveros comerciales y cuyo cultivo en la actualidad se ha reducido a huertos familiares y jardines privados.

## Características
El peral de la variedad 'Azúcar Verde' tiene un vigor medio; florece a inicios de mayo; tubo del cáliz en forma de embudo, con conducto estrecho de longitud media, y con pistilos verdes.
La variedad de pera 'Azúcar Verde' tiene un fruto de tamaño pequeño a mediano; forma piriforme corta o turbinada, simétrica o asimétrica, con cuello muy ligero, y contorno irregular; piel lisa o semigranulosa, casi mate, en algunas zonas transparente y cristalina, como si estuviera helada; con color de fondo verde o verde amarillento, sin chapa, presentando un punteado muy característico, compuesto por un punto ruginoso-"russeting" muy menudo con aureola amarilla, a su vez aureolada de verde intenso, "russeting" (pardeamiento áspero superficial que presentan algunas variedades) medio; pedúnculo de longitud y grosor muy variable, ensanchado en su extremo, sin llegar a formar maza, carnoso en la base, a veces parcialmente carnoso todo él, con color verde, recto o ligeramente curvo, implantado derecho u oblicuo, al pie de un mamelón, cavidad peduncular nula o limitada a un repliegue en la base del pedúnculo, a veces mamelonada y oblicua; anchura de la cavidad calicina y profundidad media, con borde liso o ligeramente ondulada; ojo mediano, abierto o semicerrado; sépalos largos, ennegrecidos, extendidos o rizados.
Carne de color blanco; textura firme, crujiente, granulosa; sabor muy dulce, sin aroma especial, muy buena; corazón grande. Eje abierto de interior lanoso, a veces se comunica con las celdillas. Celdillas muy amplias. Semillas de tamaño pequeñas, elípticas, puntiagudas, de color castaño rojizo, con frecuencia abortadas.
La pera 'Azúcar Verde' tiene una época de maduración y recolección de la tercera decena de agosto, primera de septiembre. Se usa como pera de mesa fresca, y en cocina para hacer jaleas.

## Polinizadores
Pera Williams, 'Beurré Hardy', Conference.